# Jesús Chousal
Jesús Chousal (* 7. April 1911 in Valparaíso; † 2. September 1994 ebenda) war ein chilenischer Radrennfahrer.

## Sportliche Laufbahn
Chousal war im Straßenradsport aktiv. 1936 startete er bei den Olympischen Sommerspielen in Berlin. Im olympischen Straßenrennen kam er nicht ins Ziel. Die chilenische Mannschaft mit Jesús Chousal, Jorge Guerra, Manuel Riquelme und Rafael Montero kam nicht in die Mannschaftswertung.